# 恆溫變態圖

兩種鋼的TTT圖。其中一種是含碳0.4% wt（紅線），另一種是含碳0.4% wt ，含錳2%（綠線）。P為波來鐵，B為變韌鐵，M為麻田散鐵

恆溫變態圖（英語：Isothermal transformation diagrams，簡稱IT曲線），也稱為時溫變態曲線（time-temperature-transformation diagrams，簡稱TTT圖），是溫度對時間（多半是對數尺度）的圖。會用不同時間下變態百分比的量測數據為準，可以有效的瞭解合金鋼在溫度下降時的變態情形。因為圖形中常出現S形曲線，因此也稱為S曲線。
恆溫變態圖是針對特定成份的金屬合金，而且在相變態過程中溫度需維持定值，使合金快速冷卻到目標溫度。恆溫變態圖常用來表示合金的變態動力學變化，在陶瓷或是其他材料中也會用來描述结晶的動力學變化。時間-溫度-沉澱圖（Time-temperature-precipitation diagrams）及時間-溫度-滲析圖（time-temperature-embrittlement diagrams）也可以用來表示鋼的動力學變化。
恆溫變態圖和碳鋼的力學特質、微觀組成、微觀結構以及熱處理方式有關。擴散變態（像是奥氏体變成碳化三铁及铁素体混合物）的過程就可以用恆溫變態圖說明。例如波來鐵變態的啟始點會用Ps曲線表示，而結束點會用Pf曲線表示。成核需要孵育時間。當溫度從液態溫度下降時，其成核速率變快，而微觀組成成長速率變慢，在C曲線的頂點（鼻端）會出現極值。因此，因為低溫造成的擴散速率減慢恰好中和了热力学自由能差值較大所產生較大的驅動力。變態的結果會形成波來鐵及贝氏体，若溫度較高會形成波來鐵，若溫度漸低會形成贝氏体。
奧氏體在共晶溫度以下進行淬火時，會略為過冷。若時間足夠，會形成穩定的微觀組成：铁素体及碳化三铁。若波來鐵核形成後，碳原子才快速的擴散進來，會形成較粗的波來鐵。變態在波來鐵變態完成時間（Pf）結束。
不過，若用淬火進行快速冷卻，其過冷程度較大，會形成马氏体或贝氏体，比較不會形成波來鐵。原因可能是因為其冷卻速率使得冷卻曲線在和Ps曲線相交之前，就已碰到马氏体啟始曲線或是贝氏体啟始曲線。马氏体變態是非擴散的剪力變態，只和马氏體變態啟始溫度有關。